# Marchezais
Marchezais település Franciaországban, Eure-et-Loir megyében. Lakosainak száma 408 fő (2022. január 1.). Marchezais Serville, Havelu és Goussainville községekkel határos.

## Népesség
A település népességének változása:
| Lakosok száma | 47   | 169  | 221  | 271  | 284  | 309  | 342  | 369  | 383  | 408  |
|               | 1968 | 1982 | 1990 | 2006 | 2013 | 2015 | 2017 | 2019 | 2020 | 2022 |